# Segenet Kelemu
Segenet Kelemu (Finote Selam, 1956) is een Ethiopisch wetenschapper die bekend is door haar onderzoek als moleculair fytopatholoog (plantenziektekundige) en voortreffelijk wetenschappelijk leiderschap. Het onderzoek van Kelemu en haar team heeft bijna dertig jaar bijgedragen aan de aanpak van landbouwkundige knelpunten in Afrika, Azië, Latijns-Amerika en Noord-Amerika.
Sinds 2013 is Kelemu directeur-generaal van het Internationale centrum voor insectenfysiologie en ecologie (Icipe), Afrika's enige instituut dat gewijd is aan het onderzoek aan insecten en andere geleedpotigen.
Kelemu heeft verscheidene onderscheidingen gekregen, waaronder de L'Oréal-UNESCO prijs voor vrouwen in de wetenschap in 2014; lidmaatschap van de World Academy of Sciences; eredoctoraat van de Universiteit van Tel Aviv in mei 2016; erkenning door Forbes Africa als een van de honderd invloedrijkste Afrikaanse vrouwen in mei 2014; en erkenning als een van de tien invloedrijkste Afrikaanse vrouwen in de landbouw door het Journal of Gender, Agriculture and Food Security (AgriGender Journal). Haar andere eretitels zijn de Outstanding Senior Scientist Award van de CIAT; de vriendschapsprijs van de Volksrepubliek China en de Prize for Agricultural Sciences van de World Academy of Sciences.

## Jeugd
Segenet Kelemu is geboren in Finote Selam in Ethiopië. Haar ouders stuurden hun dochters naar school, waar Kelemu bewees over een vrije wil en vooral academische vaardigheden te beschikken, ondanks haar uitbundigheid en uitdagende en elkaar tegensprekende leraren. Zij had het geluk leraren te hebben die haar potentie onderkenden en stimuleerden.
Zoals van vele kinderen uit haar dorp werd ook van Kelemu verwacht dat zij hielp met het werk op het land. Van jongs af aan toonde zij bovendien een sterk verantwoordelijkheidsgevoel. Haar moeder gaf haar daarom de taak landbouwproducten te verkopen op de markt, want zij was ervan overtuigd dat zij de beste prijs zou krijgen en het geld goed zou bewaren. Zo leerde Kelemu de harde waarheid van de landbouw: zowel het zware werk − vooral voor vrouwen, als de uitdagingen voor de productiviteit, waardoor leden van haar gemeenschap een constante strijd moesten voeren om te voldoen aan de minimale voedselbehoeften; maar vooral het potentieel van de landbouwsector. Daardoor ervoer zij het als een roeping oplossingen te zoeken voor de problemen van de landbouw. Hoewel zij een uitstekende all-round student was, besloot Kelemu zich te wijden aan de landbouwkunde.

## Opleiding
In 1974 was Kelemu de eerste vrouw uit haar streek die naar de Universiteit van Addis Abeba ging – waar zij een van de vijf meisjes was in een groep van tweehonderd studenten – en in 1979 haalde zij als beste van haar groep een bachelorsgraad. Daarna ging zij naar de Montana State University in de Verenigde Staten, waar zij in 1985 een master haalde in fytopathologie en genetica, voor ze naar de Universiteit van Kansas ging waar zij in 1989 promoveerde op de moleculaire biologie en fytopathologie. Haar dissertatie heette Moleculaire cloning en karakterisering van een avirulence-gen van de Xanthomonas campestris pv. oryzae. Kelemu deed van 1989 tot 1992 postdoctoraal onderzoek naar de moleculaire determinanten van pathogenese aan de Cornell-universiteit.

## Loopbaan
Tussen 1992 en 2007 werkte Kelemu aan het Internationale centrum voor tropische landbouw (CIAT) in Colombia, eerst als senior wetenschapper, later als leider van het Crop and Agroecosystem Health Management. Haar onderzoek richtte zich op het bepalen van moleculaire determinanten van gastheer-pathogene interacties, en de ontwikkeling van nieuwe strategieën om plantenziekten te bestrijden. In augustus 2007 besloot Kelemu naar Afrika terug te gaan, vastbesloten haar ervaring in de wetenschap toe te passen op ontwikkelingsvraagstukken, gericht op het oplossen van de problemen van het continent. Zij werd directeur van Biosciences eastern and central Africa (BecA), en onder haar leiderschap werd het initiatief van BecA omgevormd van een omstreden idee in een drijvende kracht die het karakter van het Afrikaanse biologische onderzoek verandert. In 2013 ging Kelemu voor een jaar naar de Alliantie voor een groene revolutie in Afrika (AGRA), als vicepresident voor programma's. In november 2013 werd zij algemeen directeur van Icipe in Nairobi, Kenia, het enige instituut in Afrika dat gewijd is aan onderzoek aan insecten en andere geleedpotigen. Zij is de vierde algemeen directeur en de eerste vrouw aan het hoofd van het instituut.
In 2014 kreeg Kelemu de L'Oréal-Unescoprijs voor vrouwen in de wetenschap.

## Familie
Kelemu is getrouwd met de Nederlandse bodemkundige en computerdeskundige Arjan Gijsman en heeft een dochter. Zij wonen in Nairobi.